# Hampigny
Hampigny település Franciaországban, Aube megyében. Lakosainak száma 220 fő (2022. január 1.). Hampigny Lentilles, Montmorency-Beaufort, Vallentigny, Villeret és Rives Dervoises községekkel határos.

## Népesség
A település népességének változása:
| Lakosok száma | 322  | 288  | 263  | 253  | 253  | 247  | 238  | 231  | 227  | 220  |
|               | 1968 | 1982 | 1990 | 2006 | 2013 | 2015 | 2017 | 2019 | 2020 | 2022 |